# Stanislav Hlusička
Stanislav Hlusička (* 26. dubna 1931 Horní Bezděkov) je bývalý český fotbalový útočník.

## Hráčská kariéra
Začínal v žákovském věku ve Družci, kde nastupoval i se svými pozdějšími kladenskými spoluhráči Zdeňkem Kofentem a Zdeňkem Böhmem. Do Kladna přestoupil roku 1950, střídavě působil v A-mužstvu i B-mužstvu. V československé lize hrál za Baník Kladno, nastoupil v 8 ligových utkáních a vstřelil jednu prvoligovou branku.

### Prvoligová bilance
| Ročník             | Zápasy | Góly | Minuty | Klub         |
| ------------------ | ------ | ---- | ------ | ------------ |
| I. liga 1955       | 4      | 0    | 288    | Baník Kladno |
| I. liga 1956       | 3      | 1    | 270    | Baník Kladno |
| I. liga 1957/58    | 1      | 0    | 90     | SONP Kladno  |
| CELKEM I. ČS. LIGA | 8      | 1    | 648    |              |